# Aleknagik
Aleknagik (yupik de l'Alaska central: Alaqnaqiq) és un municipi d'Alaska (Estats Units) que el 2010 tenia 219 habitants.